# Mauzi
Mauzi (im Original japanisch ニャース Nyarth, englisch Meowth) ist ein Pokémon bzw. eine Pokémon-Spezies des gleichnamigen Franchises von Nintendo und Game Freak. Seinen ersten Auftritt hatte es in den Spielen Pokémon Rote und Blaue Edition. Seitdem findet man es in den Nachfolgern, Filmen, Animationen oder auch als Motiv für Merchandise-Artikel.

## Name und Merkmale
Mauzi ist ein Pokémon vom Typ Normal, das in der ersten Generation der Pokémon-Spiele eingeführt wurde. Seine Nummer im Pokédex ist die 52. Sein Name variiert je nach Sprache und Region, um sprachliche Anspielungen und Charakterisierungen zu ermöglichen. Mauzi gilt nach Einschätzungen als eines der bekanntesten Pokémon der ersten Spielegeneration.
Mauzi, das in den Spielen der Serie in die Kategorie Katze eingeordnet wird, hat eine katzenähnliche Gestalt mit einem relativ großen Kopf und kräftigen Vorder- und Hinterbeinen, auf denen es sich meist bipedal fortbewegt. Es hat außerdem einen langen Schweif, der am Ende spiralig eingerollt ist. Sein Fell ist sandfarben, während seine Hinterpfoten, seine Ohren und die Spitze seines Schweifes braun gefärbt sind. In seiner schillernden Variante sind diese Partien rosa und sein Fell etwas dunkler. Ein markantes Merkmal von Mauzi ist die ovale Goldmünze, die es zwischen seinen Augen trägt.
Mauzi basiert vermutlich auf einer Hauskatze, sein Aussehen ist jedoch wahrscheinlich von einer Maneki-neko inspiriert. Die Maneki-neko ist eine japanische Glücksbringerfigur in Form einer winkenden Katze, die oft eine Goldmünze auf dem Kopf hat. Mauzi hat auch verschiedene Regionalformen, die an unterschiedliche Katzenrassen angelehnt sein könnten. Das Alola-Mauzi hat dunkelgraues Fell und blaue Augen und ähnelt einer Siamkatze oder einer Kartäuserkatze. Das Galar-Mauzi hat langes weißes Fell und einen buschigen Bart und erinnert an eine Norwegische Waldkatze.
Seit Pokémon X und Y gibt es Mauzi auch in der Gigadynamax Version. Mauzi erhält so verbesserte Werte und kann stärkere Angriffe ausführen.

### Entwicklungen
Mauzi entwickelt sich in den Spielen auf Level 28 zu Snobilikat weiter. Dieses Pokémon gehört ebenfalls dem Typ Normal an und ist Teil der ersten Pokémon-Generation. Snobilikat ist größer als Mauzi und bewegt sich auf allen vier Pfoten fort, sein Aussehen ähnelt dem einer Siamkatze.
Zusätzlich zu der Entwicklungsstufe war auch zunächst eine Vorentwicklung geplant, also ein Pokémon, welches sich zu Mauzi entwickeln sollte. Diese mit dem Namen Konya versehene Form war zunächst ebenfalls für die erste Generation entworfen und tauchte in einer Demo zu den Spielen Gold und Silber auf, wurde dann jedoch verworfen.

## Besondere Arten von Mauzis
Mauzi erscheint in verschiedenen Regionen des Spiele in unterschiedlichen Formen, die sich in ihrem Aussehen, ihrem Typ und ihrem Verhalten unterscheiden.

### Alola Mauzi
Die Alola-Form des Pokémons gehört zum Typ Unlicht und ihr Fell ist dunkelgrau mit weißen Pfoten und einer weißen Schweifspitze.

### Galar Mauzi
Die Galar-Form des Pokémons gehört zum Typ Stahl und ihr Fell ist stahlgrau mit schwarzen Mustern. Sein auffälligstes Merkmal ist ein buschiger Bart. An seiner Stirn hat es zwei kleine eiserne Hörner neben seiner Münze. In seiner schillernden Form ist sein Fell gelb.

### Gigadynamax Mauzi
In der Galar-Region kann Mauzi durch das Gigadynamax-Phänomen seine Form ändern, wenn es eine spezielle Dynamax-Wabe trägt. Es wächst zu einer riesigen, langgestreckten Katze mit leuchtend gelben Augen heran.

## Auftritte

### InPokémon-Spielen
Mauzi kann in allen Editionen außer denen der neunten Spielgeneration der Pokémon-Rollenspielreihe per Tausch von einem Nicht-Spieler-Charakter erhalten werden. In den meisten Editionen ist Mauzi zudem als wildes Pokémon an verschiedenen Fundorten anzutreffen.
In Pokémon Channel tritt das Pokémon als ein der Moderator der „Pokémon-Nachrichten“ auf. Eine seiner Aufgaben ist dabei die Durchführung von Interviews.
In Pokémon Mystery Dungeon: Erkundungsteam Zeit, Erkundungsteam Dunkelheit und Erkundungsteam Himmel steht Mauzi als Protagonist zur Auswahl.
In Pokémon Super Mystery Dungeon leitet ein Mauzi einen Filmpalast in einem der zwei Hauptorte des Spieles Trubelstadt. In diesem Geschäft kann der Spieler Filme von Abenteuern drehen, die man in einem von fünf exklusiven Dungeons von Mauzi vorher erlebt hat. Auch kann man bereits gedrehte Filme von sich selbst oder anderen hier ansehen oder miteinander tauschen.
In Pokémon Conquest taucht Mauzi als Gegner auf, so unter anderem im Startgebiet des Spieles, Aurora.

### Im Anime
Im Anime tauchen mehrere Vertreter des Pokémons auf. Dabei spielt ein Mauzi eine besondere wiederkehrende Rolle. Es ist ein sprechendes Pokémon und Teil von Team Rocket auf. Gemeinsam mit den anderen Mitgliedern dieses Teams, Jessie und James, bildet es ein Trio, das zumeist vom Chef der Organisation Aufträge erhält.

### Im Sammelkartenspiel
Neben den Spielen und dem Anime, taucht das Pokémon auch verschiedentlich als Motiv einer Karte des Pokémon-Sammelkartenspiels auf. Es gibt insgesamt 18 Varianten der Mauzi-Sammelkarte. Zum 25-jährigen Jubiläum der Franchise kündigte The Pokémon Company speziell thematische Sammelkarten an, darunter Mauzi mit seinen Team-Rocket-Partnern Jessie und James. Mauzi wurde auch in Werbeartikeln von Fast-Food-Restaurantketten wie McDonald’s und Burger King verwendet.

## Außerhalb der Pokémon-Welt
Mauzi war eines von elf Pokémon, das als Maskottchen während der Fußball-Weltmeisterschaft 2014 von Japan verwendet wurde.
Im Jahr 2001 entschied das Land Niue neben vier weiteren Pokémon, Schiggy, Bisasam, Pikachu und Glumanda, Mauzi zu einem der Motive des Niue-Dollars zu machen. Dabei handelt es sich um reine Anlagemünzen, die sich an Sammler richten.
Seit 2001 gibt es bei der New Yorker Thanksgiving Parade einen Mauzi-Heißluftballon der eine feste Attraktion darstellt.
Im Jahr 2018 startete die Präfektur Kagawa in Japan ein Projekt, um die Tourismusattraktivität zu erhöhen. Dabei wurden 26 Gullydeckel mit verschiedenen Pokémon-Motiven gestaltet und in der Region verteilt. Diese Deckel firmieren unter dem Namen Poké Lids Einer dieser Gullydeckel zeigt Mauzi, das eine Udon-Schale hält. Udon ist eine Art Nudelsuppe, die ein typisches Gericht von Kagawa ist. Seit 2018 kommen in ganz Japan Gullydeckel dazu. Es gibt bereits 5 Mauzi Gullydeckel in Japan.
In Japan gibt es auch einen speziellen Bus, der mit verschiedenen Pokémon-Motiven dekoriert ist. Einer der Busse zeigt Mauzi auf der Vorderseite, wie es aus dem Fenster winkt. Auf der Seite des Busses sind weitere Pokémon abgebildet, darunter Pikachu, Evoli und Relaxo.
Maki Kudo kreierte eine Reihe von Rezepten zum Thema Pokémon, die später in einem Buch namens Pokémon Cookbook veröffentlicht wurden. Eines seiner Rezepte war „Meowth Mashed Potatoes“, das aus Kartoffeln hergestellt wird. Darüber hinaus ist Mauzi auch eine Inspiration für andere Rezepte zum Thema Pokémon.
In einer Untersuchung des Verhaltens von Kindern im Grundschulalter wurde festgestellt, dass Pokémon bei den Kindern sehr beliebt war. Mauzi wurde als Beispiel für eine nach Einschätzung einer Forscherin „subversive“ Sprache des Pokémon Franchises genannt.
Der Mauzi-Ballon wurde auch auf der Saga International Balloon Fiesta vorgestellt, die immer Anfang November stattfindet. Im Jahr 2022 wurde Mauzi zusammen mit anderen Katzen-Pokémon-Arten auf einer dreidimensionalen elektronischen Werbetafel in Japan zum Gedenken an den Internationalen Katzentag gezeigt, der im August gefeiert wird.
Mauzis Charakterbild wurde zusammen mit mehreren anderen Pokémon auf der ANA-Boeing 747-400 registrierten JA8957 und den Boeing 767-300 registrierten JA8288 und JA8357 gezeigt. Darüber hinaus ist er auch auf der Boeing 777-300 mit der Registrierungsnummer JA754A zu sehen. Neben Pikachu war Mauzi 2008 im Elektrotriebzug der Serie Meitetsu 2200 zu sehen, der die Strecke in der Region Nagoya bediente, als Teil der Werbung für den Film Pokémon: Giratina und der Himmelskrieger.
Mauzi wurde auch zu verschiedenen Spielzeugen verarbeitet, darunter Actionfiguren, Puppen und Funko Pops. Auch der Schuhhersteller Converse feiert im Jahr 2022 das 25-jährige Jubiläum der Pokémon-Franchise mit der Kreation einer Sonderedition namens Converse x Pokémon First Partners Chuck Taylor All Star, mit Mauzi als einem der vorgestellten Pokémon.